# Male Dole
Male Dole – wieś w Słowenii, w gminie Vojnik. W 2018 roku liczyła 210 mieszkańców.